# امپراتور: روم
امپراتور: روم (انگلیسی: Imperator: Rome) یک بازی ویدیویی گرند استراتژی جنگی ساخته شده و منتشر شده به دست پارادوکس اینتراکتیو است، که در ۲۵ آوریل ۲۰۱۹ منشتر شد. این بازی به گونه‌ای ادامه ای از بازی یوروپا یونیورسالیس: روم است که به دست پارادوکس در سال ۲۰۰۸ منتشر شد. این بازی در کل نقدهای خوبی دریافت کرده‌است.

## گیم پلی
مدت زمان بازی از سال ۳۰۴ پیش از میلاد مسیح تا ۲۷ سال پیش از میلاد مسیح است که دوران اوج گرفتن امپراتوری روم است. نقشه بازی از شبه‌جزیره ایبری تا هند وسعت دارد و بیش از ۷٬۰۰۰ شهر در خود دارد. همچو بازی‌های پیشین از پارادوکس، تمامی کشورهای در بازی را می‌توانید انتخاب کنید. بازی ویژگی‌هایی همچو مدیریت شخصیت‌ها، جمعیت گوناگون، تاکتیک‌های نبردی نو، سنت‌های نظامی، انواع گوناگون حکومت‌ها، شورش، تجارت و مدیریت استان‌ها را داراست.

## توسعه
این بازی به دست پارادوکس دولوپمنت استودیو ساخته و به دست یوهان اندرسون کارگردانی شده‌است. این بازی در تاریخ ۱۹ می ۲۰۱۸ معرفی شد و در تاریخ ۲۵ آوریل برای ویندوز، مک‌اواس و لینوکس منتشر شد. امپراتور: روم به‌طور کلی بر حول محور کشورها و امپراتوری‌ها می‌چرخد و مقداری مدیریت شخصیت همانند پادشاهان صلیبی ۲ نیز دارد. اندرسون به این امیدوار بود که پارادوکس ادامه امروزی تری برای بازی یوروپا یونیورسالیس: روم بسازد.
در ۳۰ آوریل ۲۰۲۱ پشتیبانی و ادامه توسعه بازی توسط پارادوکس متوقف شد.

### بسته‌های گسترشی و محتواهای قابل دانلود
| نام                | نام آپدیت رایگان | روز انتشار    | اطلاعات |
| ------------------ | ---------------- | ------------- | --- |
| The Punic Wars     | ۱٫۳ "Livy"       | ۳ دسامبر ۲۰۱۹ | محتوای قابل دانلود «جنگ‌های پونیک»، همان‌طور که از نامش پیداست به روم و کارتاژ ماموریت‌ها و محتوای نویی می‌افزاید، مخصوصاً برای دوران جنگ‌های پونیک. این آپدیت سیستم ماموریت‌ها را به تمامی کشورهای بازی افزایید. این محتوا به علت ناخشنودی مردم از سیاست محتوایی پارادوکس، به صورت رایگان منتشر شد. |
| Magna Graecia      | ۱٫۴ "Archimedes" | ۳۱ مارس ۲۰۲۱  | مگنا گرسیا مکانیک‌های نویی برای بازی کردن به عنوان ایالت شهرهای یونانی مانند آتن، اسپارت و سیراکوز معرفی می‌کند و نحوه کار کردن دین در بازی به‌طور کلی تغییر کرد. |
| Epirus             | ۱٫۵ "Menander"   | ۱۱ اوت ۲۰۲۰   | اپیروس یک محتوای قابل دانلود است که بازی کردن به عنوان ایالت شهر یونانی اپیروس را با افزودن ماموریت‌ها جذاب تر کرده‌است. |
| Heirs of Alexander | ۲٫۰ "Marius"     | ۱۶ فوریه ۲۰۲۱ | بسته قابل دانلود «وراثان اسکندر»، محتواهای نویی برای کشورهای وارث امپراتوری اسکندر مقدونی (شناخته شده به عنوان دیادوخوی) می‌افزاید و به بازیکن قابلیت ساخت ساختمان‌های شخصی‌سازی شده به عنوان شگفتی‌های بزرگ را می‌دهد.                                                                            |